# Andrés do Barro

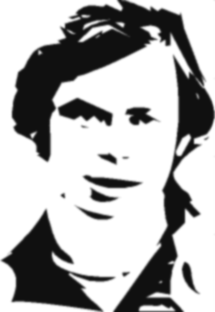
O cantor Andrés do Barro foi o primeiro a conseguir colocar uma canção em galego no número um em toda a Espanha.

Andrés Lapique do Barro, mais conhecido como Andrés do Barro (Ferrol, 1 de outubro de 1947 – Madri, 22 de dezembro de 1989), foi um cantor e ator galego.
Andrés do Barro teve o mérito de ser um dos primeiros cantores que usaram o galego durante a ditadura franquista. Apesar dos entraves para a expressão musical em galego, várias canções suas foram número um nas principais cadeias de rádio estatais da Espanha. A primeira canção de Andrés do Barro a alcançar este feito foi "Corpiño xeitoso". Até hoje nenhum outro cantor conseguiu colocar uma música no número um numa língua cooficial espanhola.

## Discografia

### Single
- Por non poder / A uns ollos verdes / Homes / Deixa que chova (EP, 1969)
- O tren / Miña Maruxa (1969)
- Corpiño xeitoso / Rapaciña (1970)
- San Antón / Con máis amor (1971)
- Meu amor / Pois eu (1971)
- Amor D.F. / Quiero hacer mi casa en el cielo (1972)
- Bon Nadal / ¡Pum! (1972)
- Me estoy volviendo loco / A máis belida da vila (1973)
- Si vienes a San Simón / As namoradiñas (1973)
- Señora mía / Hoxe vai chorar (1975)

### LP
- Me llamo Andrés Lapique do Barro (1970)
- ¡Pum! (1971)
- Andrés do Barro (1974)